# Edmundo Pedro
Edmundo Pedro (Samouco, Alcochete, 8 de novembro de 1918 – Lisboa, 27 de janeiro de 2018) foi um militante, político e escritor português. Foi oposicionista ao Estado Novo desde jovem, preso político e deputado à Assembleia da República.

## Biografia

### Vida pessoal
Nasceu a 8 de novembro de 1918, no Largo do Casal (atual Praça Movimento das Forças Armadas), em Samouco, Alcochete.
Era filho de Gabriel Pedro, um histórico da resistência antifascista em Portugal, e de Margarida Tavares Ervedoso, natural de Alcochete (freguesia de Samouco). O casamento dos pais realizou-se a 1 de março de 1919.
A 9 de abril de 1955, casou em Lisboa, freguesia do Beato, com Maria de Lourdes de Jesus Ricardo, natural de Lisboa (freguesia da Ajuda), de quem teve uma filha, Sónia, e com quem viveu até ao fim da vida.

### Oposição ao Estado Novo
Aderiu à Federação das Juventudes Comunistas Portuguesas em 1931, sendo preso no ano seguinte, com apenas 15 anos de idade, por participar na preparação de uma greve nas oficinas do Arsenal do Alfeite. 
Libertado um ano depois, voltou à ação política, junto das escolas industriais da altura, sendo preso novamente em 1936. Esteve nas prisões do Aljube, Peniche e Caxias antes de ser enviado para o campo de concentração do Tarrafal, em Cabo Verde, juntamente com o pai. Ali esteve preso durante dez anos, sendo o mais jovem prisioneiro político do campo. 
Durante a prisão, rompe com o Partido Comunista Português (PCP), depois de ser suspenso por planear uma fuga sem autorização do partido. Libertado em 1946, regressa a Portugal e à luta política.
Participa no assalto ao quartel militar de Beja, conhecida por revolta de Beja, em 1962, e volta a ser preso, por mais três anos.

### Adesão ao Partido Socialista

#### Deputado à Assembleia da República
Aderiu ao Partido Socialista (PS) depois da Revolução do 25 de Abril, sendo eleito deputado à Assembleia da República na I (1976-80) e na III (1983-85) Legislaturas pelo círculo de Lisboa. Regressou à Assembleia da República durante a V Legislatura (1987-91), novamente eleito pelo círculo de Lisboa.
Foi ainda presidente da RTP entre 1977 e 1978. 

#### A polémica da posse de material de guerra
Já em janeiro de 1978, após a implantação do regime democrático, voltou a ser detido, junto à sua empresa, em Almada, acusado da posse ilícita de material de guerra, na sequência de uma investigação da Guarda Fiscal a um negócio de contrabando de eletrodomésticos dirigido por si e sempre desmentido  tendo sido encontradas pela Guarda Fiscal 35 espingardas automáticas G-3 e cinco pistolas numa carrinha ao seu serviço. Edmundo Pedro declarou que estava apenas a juntar as armas que tinham sido entregues ao Partido Socialista durante o Verão Quente de 1975, para serem devolvidas ao Exército, o que foi contrariado pela generalidade da comunicação social, atendendo a que as marcas do armamento encontrado não seriam utilizadas no Exército. No seu livro Memórias: Um Combate pela Liberdade, Edmundo Pedro alega que Manuel Alegre também se encontrava implicado no caso e que as armas se encontravam, 15 dias antes da sua detenção, na sede da Federação da Área Urbana de Lisboa do PS.
Edmundo Pedro foi então detido na secção da Guarda Fiscal, em Cacilhas, e transportado primeiro para as instalações da Polícia Judiciária, em Lisboa, e depois para o Hospital-Prisão de Caxias, após ser detetada uma úlcera no estômago. Edmundo Pedro apresentou, na sequência da detenção, a demissão do cargo de presidente da RTP. Foi absolvido em dezembro de 1978 e posto em liberdade da prisão de Caxias.
Em 2003, António Ramalho Eanes, presidente da República à data dos factos, confirmou, em carta enviada ao presidente Jorge Sampaio, que não era de Edmundo Pedro a responsabilidade pela entrega das armas ao PS, mas sim sua. A 8 de novembro de 2012, aquando da publicação do terceiro volume das suas memórias, referiu que as armas estavam a ser por si recolhidas e seriam entregues de volta às Forças Armadas, de quem as tinha recebido, no seguimento dos acontecimentos do 25 de Novembro de 1975, sendo que isto se processava por ordens diretas de António Ramalho Eanes No entanto, o semanário O Jornal alegou que António Ramalho Eanes não teve conhecimento da entrega das armas ao PS, e que a teria impedido caso tivesse tido conhecimento, uma vez que considerava perigosa a utilização de armas por civis.

### Morte e distinções
Morreu a 27 de janeiro de 2018, em Lisboa, aos 99 anos de idade.
A 9 de junho de 1994, foi feito Grande-Oficial da Ordem da Liberdade, tendo sido elevado a Grã-Cruz da mesma ordem a 9 de junho de 2005.

## Testemunhos
Em 2007, deu início à publicação das suas memórias, que foram editadas, em três volumes, pela Âncora. De especial interesse são os trechos em que relata sua prisão de 10 anos no Campo do Tarrafal.
Em 2014, por ocasião das comemorações dos 40 anos do 25 de Abril, deu o seu testemunho sobre a prisão do Tarrafal à jornalista da RDP Antena 1, Ana Aranha, para o programa No limite da dor, sobre a tortura durante o regime fascista do Estado Novo.

## Polémicas
Em Memórias: um combate pela liberdade, Edmundo Pedro não foge a algumas polémicas.
Uma foi com Gilberto de Oliveira, autor de Memória viva do Tarrafal, a quem acusa de ser carreirista. Segundo Edmundo Pedro, Gilberto Oliveira escreveu e testemunhou sobre o campo com o único objetivo de ficar bem aos olhos do partido..
Outra foi acerca da coletânea Tarrafal, testemunhos, que, segundo ele, não deu o devido mérito à tentativa de fuga que o autor e seu pai, Gabriel Pedro, empreenderam em meados dos anos 40. Na ocasião, um pequeno grupo, do qual pai e filho faziam parte, conseguiu de fato sair do campo e permanecer foragido durante dias, até voltar a ser preso pelas autoridades locais. Apesar de parecer modesta, foi a maior tentativa de fuga empreendida durante todos os anos de duração do campo.

## Obras publicadas
- 45 Anos de Luta pela Democracia Sindical : 18 de Janeiro de 1934 - 18 de Janeiro de 1979 : Reflexões de um Militante. Lisboa : Fundação José Fontana, 1979.
- O Processo das Armas. Lisboa : Inquérito, 1987.
- Memórias: Um Combate pela Liberdade. Vol. I, Lisboa : Âncora Editora, 2007. ISBN 978-972-780-187-9
- Memórias: Um Combate pela Liberdade. Vol. II, Lisboa : Âncora Editora, 2011. ISBN 978-972-780-308-8
- Memórias: Um Combate pela Liberdade. Vol. III, Lisboa : Âncora Editora, 2012. ISBN 978-972-780-372-9
- Pavel : Um Homem não se Apaga. Lisboa : Parsifal, 2014. ISBN 978-989-98521-5-0[14]